# Parancylistes pictus
Parancylistes pictus là một loài bọ cánh cứng trong họ Cerambycidae.